# KSV Roeselare
KSV Roeselare – belgijski klub piłkarski, założony w 1921 roku, grający obecnie w Tweede klasse, mający siedzibę w mieście Roeselare, leżącym we Flandrii Zachodniej. Klub rozgrywa swoje mecze na stadionie Schiervelde Stadion, który może prawie 9 tysięcy widzów. KSV Roeselare ma status pół-profesjonalnego klubu. Grają tu zarówno amatorzy, jak i profesjonalni piłkarze.

## Historia
Pierwszy klub w mieście Roeselare powstał w 1900 roku przez grupę studentów i nosił nazwę „De Verenigde Vrienden” (w jęz. holenderskim znaczy to Zjednoczeni Przyjaciele), jednak dość szybko zmieniono nazwę na Red Star Roeselare. W 1902 roku klub był znany jako Union Sportive Roulers, ale w 1909 został rozwiązany z powodu kłopotów finansowych. W następnym roku powstały dwa nowe kluby – Sportvereniging Roeselare (katolicki) i F.C. Roeselare (niekatolicki) – oba istniały do 1914 roku, czyli do czasu wybuchu I wojny światowej. 7 lat później powstał klub SK Roeselare. W tym samym roku został on zarejestrowany w związku piłkarskim. W 1923 roku powstał kolejny w tym mieście – FC Roeselare'. W 1999 roku doszło do fuzji KSK Roeselare i KFC Roeselare i dzięki temu powstał klub KSV Roeselare, który istnieje do dziś. W 2005 klub pierwszy raz w historii awansował do belgijskiej pierwszej ligi dzięki rozgrywkom play-off.

## Sukcesy
- Wicemistrzostwo 2. ligi: 2005
- Start w Pucharze UEFA: 2006

## Europejskie puchary
Legenda do wszystkich tabel:
- Q – runda eliminacyjna, 1/16, 1/8, 1/4, 1/2 – odpowiednia faza rozgrywek, Grupa – runda grupowa, 1r gr – pierwsza runda grupowa, 2r gr – druga runda grupowa, F – finał, R – runda, PO – play-off
- k. – rzuty karne, los. – losowanie, Dogr. – dogrywka, w. – zasada bramek strzelonych na wyjeździe

| Sezon   | Rozgrywki   | Runda | Przeciwnik     | Dom | Wyjazd | Ogólnie |
| ------- | ----------- | ----- | -------------- | --- | ------ | ------- |
| 2006/07 | Puchar UEFA | 1Q    | Wardar Skopje  | 5–1 | 2–1    | 7–2     |
| 2006/07 | Puchar UEFA | 2Q    | Ethnikos Achna | 2–1 | 0–5    | 2–6     |